# Pendik
Pendik (turkiskt uttal: [ˈpændic]) är en kommun och ett distrikt i Istanbulprovinsen i Turkiet. Dess yta är 190 km², och dess befolkning är 750 435 (2022). Det ligger på den asiatiska sidan mellan Kartal och Tuzla, vid Marmarasjön. Det gränsar också till Sultanbeyli, Sancaktepe och Çekmeköy i nordväst, Şile i norr och Gebze i nordost. I distriktet ligger Sabiha Gökçen internationella flygplats.

## Stadsdelar
Det finns 36 stadsdelar i Pendik-distriktet:

- Ahmet Yesevi
- Bahçelievler
- Ballıca
- Batı
- Çamçeşme
- Çamlık
- Çınardere
- Doğu
- Dumlupınar
- Emirli
- Ertuğrul Gazi
- Esenler
- Esenyalı
- Fatih
- Fevzi Çakmak
- Göçbeyli
- Güllü Bağlar
- Güzelyalı
- Harmandere
- Kavakpınar
- Kaynarca
- Kurna
- Kurtdoğmuş
- Kurtköy
- Orhangazi
- Orta
- Ramazanoğlu
- Sanayi
- Sapan Bağları
- Şeyhli
- Sülüntepe
- Velibaba
- Yayalar
- Yeni
- Yenişehir
- Yeşilbağlar